# Vavrišovo
Vavrišovo (hongrois : Vavrisó) est un village de Slovaquie situé dans la région de Žilina.

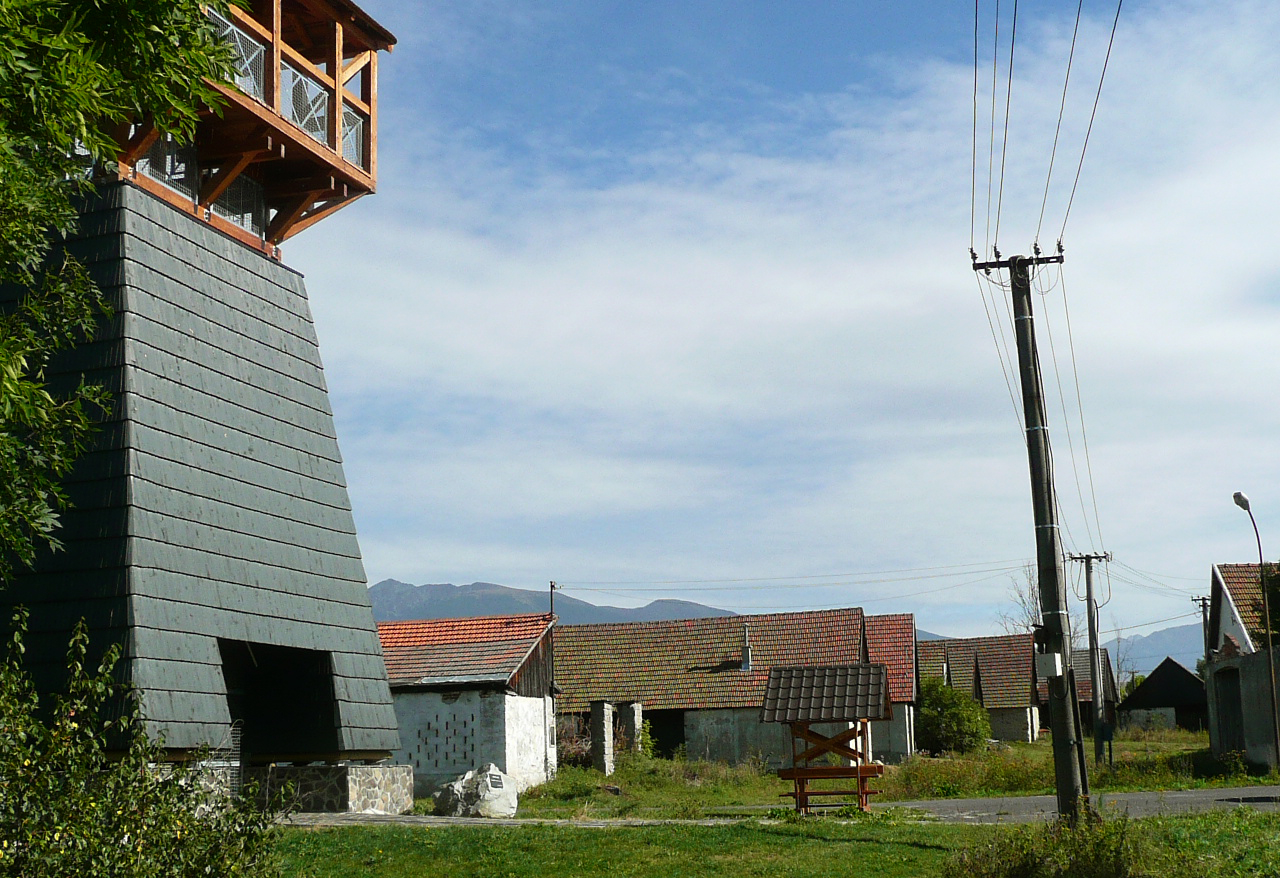
Maisons typiques et la tour du Musée

## Histoire
La première mention écrite du village date de 1286.

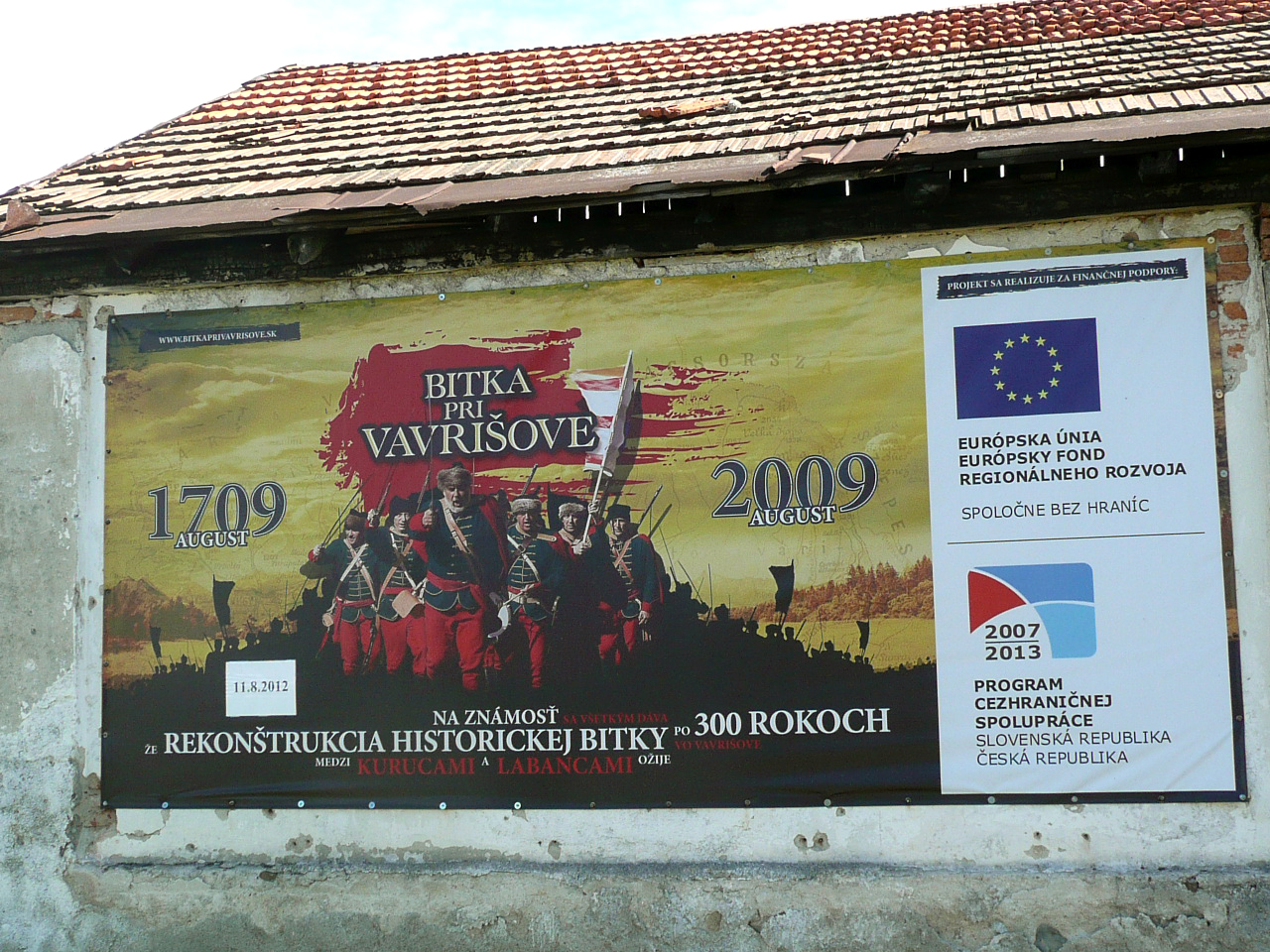
Reconstitution de la bataille d'août 1709 en 2009, avec l'aide de fonds européens

## Démographie

### Évolution de la population
| Année:               | 1994. | 2004.    | 2014.    | 2024.   |
| -------------------- | ----- | -------- | -------- | ------- |
| Nombre de personnes: | 515   | 598      | 672      | 689     |
| Différence:          |       | +16,11 % | +12,37 % | +2,52 % |

| Année:               | 2023. | 2024.   |
| -------------------- | ----- | ------- |
| Nombre de personnes: | 688   | 689     |
| Différence:          |       | +0,14 % |